# Boana
Boana é um gênero de anfíbios da família Hylidae. Anteriormente o gênero era conhecido como Hypsiboas, porém a partir de uma análise realizada por Alan Dubois em 2017, pôde-se comprovar que na verdade esse era um sinônimo do Boana, que havia sido proposto há mais tempo, o que faz com que esse nome seja o mais correto.

## Espécies
As seguintes espécies são reconhecidas:
- Boana aguilari Lehr, Faivovich, and Jungfer, 2010
- Boana albomarginata (Spix, 1824)
- Boana albonigra (Nieden, 1923)
- Boana albopunctata (Spix, 1824)
- Boana alemani (Rivero, 1964)
- Boana alfaroi Caminer and Ron, 2014
- Boana almendarizae Caminer and Ron, 2014
- Boana appendiculata (Boulenger, 1882)
- Boana atlantica (Caramaschi and Velosa, 1996)
- Boana balzani (Boulenger, 1898)
- Boana bandeirantes Caramaschi and Cruz, 2013
- Boana beckeri (Caramaschi and Cruz, 2004)
- Boana benitezi (Rivero, 1961)
- Boana bischoffi (Boulenger, 1887)
- Boana boans (Linnaeus, 1758)
- Boana botumirim (Caramaschi, Cruz, and Nascimento, 2009)
- Boana buriti (Caramaschi and Cruz, 1999)
- Boana caiapo Pinheiro, Cintra, Valdujo, Silva, Martins, Silva, and Garcia, 2018
- Boana caingua (Carrizo, 1991)
- Boana caipora (Antunes, Faivovich, and Haddad, 2008)
- Boana calcarata (Troschel, 1848)
- Boana callipleura (Boulenger, 1902)
- Boana cambui (Pinheiro, Pezzuti, Leite, Garcia, Haddad, and Faivovich, 2016)
- Boana cinerascens (Spix, 1824)
- Boana cipoensis (Lutz, 1968)
- Boana cordobae (Barrio, 1965)
- Boana crepitans (Wied-Neuwied, 1824)
- Boana curupi (Garcia, Faivovich, and Haddad, 2007)
- Boana cymbalum (Bokermann, 1963)
- Boana dentei (Bokermann, 1967)
- Boana diabolica (Fouquet et al., 2016)
- Boana ericae (Caramaschi and Cruz, 2000)
- Boana exastis (Caramaschi and Rodrigues, 2003)
- Boana faber (Wied-Neuwied, 1821)
- Boana fasciata (Günther, 1858)
- Boana freicanecae (Carnaval and Peixoto, 2004)
- Boana fuentei (Goin and Goin, 1968)
- Boana geographica (Spix, 1824)
- Boana gladiator (Köhleret al., 2010)
- Boana goiana (Lutz, 1968)
- Boana guentheri (Boulenger, 1886)
- Boana heilprini (Noble, 1923)
- Boana hobbsi (Cochran and Goin, 1970)
- Boana hutchinsi (Pyburn and Hall, 1984)
- Boana icamiaba Pelosoet al., 2018
- Boana jaguariaivensis Caramaschi, Cruz, and Segalla, 2010
- Boana jimenezi Señaris and Ayarzagüena, 2006
- Boana joaquini (Lutz, 1968)
- Boana lanciformis (Cope, 1871)
- Boana latistriata (Caramaschi and Cruz, 2004)
- Boana lemai (Rivero, 1972)
- Boana leptolineata (Braun and Braun, 1977)
- Boana leucocheila (Caramaschi and Niemeyer, 2003)
- Boana lundii (Burmeister, 1856)
- Boana maculateralis (Caminer and Ron, 2014)
- Boana marginata (Boulenger, 1887)
- Boana marianitae (Carrizo, 1992)
- Boana melanopleura (Boulenger, 1912)
- Boana microderma (Pyburn, 1977)
- Boana multifasciata (Günther, 1859)
- Boana nigra Caminer and Ron, 2020
- Boana nympha (Faivovich, Moravec, Cisneros-Heredia, and Köhler, 2006)
- Boana ornatissima (Noble, 1923)
- Boana palaestes (Duellman, De la Riva, and Wild, 1997)
- Boana paranaiba Carvalho and Giaretta, 2010
- Boana pardalis (Spix, 1824)
- Boana pellucens (Werner, 1901)
- Boana phaeopleura (Caramaschi and Cruz, 2000)
- Boana picturata (Boulenger, 1899)
- Boana poaju (Garcia, Peixoto, and Haddad, 2008)
- Boana polytaenia (Cope, 1870)
- Boana pombali (Caramaschi, Pimenta, and Feio, 2004)
- Boana prasina (Burmeister, 1856)
- Boana pugnax (Schmidt, 1857)
- Boana pulchella (Duméril and Bibron, 1841)
- Boana punctata (Schneider, 1799)
- Boana raniceps (Cope, 1862)
- Boana rhythmica (Señaris and Ayarzagüena, 2002)
- Boana riojana (Koslowsky, 1895)
- Boana roraima (Duellman and Hoogmoed, 1992)
- Boana rosenbergi (Boulenger, 1898)
- Boana rubracyla (Cochran and Goin, 1970)
- Boana rufitela (Fouquette, 1961)
- Boana secedens (Lutz, 1963)
- Boana semiguttata (Lutz, 1925)
- Boana semilineata (Spix, 1824)
- Boana sibleszi (Rivero, 1972)
- Boana steinbachi (Boulenger, 1905)
- Boana stellae (Kwet, 2008)
- Boana stenocephala (Caramaschi and Cruz, 1999)
- Boana tepuiana (Barrio-Amorós and Brewer-Carias, 2008)
- Boana tetete (Caminer and Ron, 2014)
- Boana ventrimaculata Caminer and Ron, 2014
- Boana wavrini (Parker, 1936)
- Boana xerophylla (Duméril and Bibron, 1841)